# 丹麥廣播公司高清頻道
丹麥廣播公司高清頻道（丹麥語：DR HD）是丹麥廣播公司一條已經不復存在的電視頻道，當時主要播放各類 16:9 1280x720p 畫質的高清電視節目。這條頻道於2009年11月1日開播，並在2013年1月28日停播，由丹麥廣播公司第三台取而代之。